# تشارلي بيتون
تشارلي بيتون (بالعبرية: צ'רלי ביטון‏) هو سياسي إسرائيلي، ولد في 11 أبريل 1947 في الدار البيضاء في المغرب. حزبياً، نشط في الجبهة الديمقراطية للسلام والمساواة وحركة الفهود السود. وقد انتخب عضو الكنيست ‏ (13 يونيو 1977 – 13 يوليو 1992).